# (168) Sibylla
(168) Sibylla ist ein Asteroid jenseits des äußeren Hauptgürtels, der am 28. September 1876 vom US-amerikanischen Astronomen James Craig Watson am Detroit Observatory in Ann Arbor entdeckt wurde.
Der Asteroid wurde wahrscheinlich nach den Sibyllen als Gruppe benannt. Die Sibyllen waren junge und alte Frauen, die vom Himmel inspiriert und mit prophetischen Kräften ausgestattet waren und sich bei den Göttern für die Menschen einsetzten. Die berühmteste der (vermutlich zehn) Sibyllen war die von Cumae in Italien, eine Frau voller Weisheit und Weitblick.
(168) Sibylla wird zwar zu den Hauptgürtelasteroiden gezählt, bewegt sich aber außerhalb der Hecuba-Lücke und ist damit ein Mitglied der Cybele-Gruppe.

## Wissenschaftliche Auswertung
Aus Ergebnissen der IRAS Minor Planet Survey (IMPS) wurden 1992 erstmals Angaben zu Durchmesser und Albedo für zahlreiche Asteroiden abgeleitet, darunter auch (168) Sibylla, für die damals Werte von 148,4 km bzw. 0,05 erhalten wurden. Eine Auswertung von Beobachtungen durch das Projekt NEOWISE im nahen Infrarot führte 2011 zu vorläufigen Werten für den Durchmesser und die Albedo im sichtbaren Bereich von 144,0 km bzw. 0,06. Nach neuen Messungen wurden die Werte 2014 auf 145,4 km bzw. 0,06 geändert. Nach der Reaktivierung von NEOWISE im Jahr 2013 und Registrierung neuer Daten wurden die Werte 2015 zunächst mit 141,8 oder 145,1 km bzw. 0,04 angegeben und dann 2016 erneut korrigiert zu etwa 148,7 km bzw. 0,04, diese Angaben beinhalten aber alle hohe Unsicherheiten.
Eine spektroskopische Untersuchung von 820 Asteroiden zwischen November 1996 und September 2001 am La-Silla-Observatorium in Chile ergab für (168) Sibylla eine taxonomische Klassifizierung als Caa- bzw. Ch-Typ.
Photometrische Beobachtungen des Asteroiden gab es erstmals vom 13. bis 26. März 1991 am Osservatorio Astrofisico di Catania in Italien. In drei Beobachtungsnächten konnte aber nur ein Teilstück einer Lichtkurven-Periode erfasst werden. Es wurde daraus eine Rotationsperiode von 23,82 h abgeleitet, alternative Werte wurden aber nicht ausgeschlossen. Vom 28. bis 31. März 2003 wurden weitere Messungen am Yunnan Observatory in China durchgeführt. Auch hier konnte wieder nur ein Teilstück der Periodizität erfasst werden, am wahrscheinlichsten wurde auf eine Rotationsperiode von 24,41 h geschlossen, aber ein Wert von 12,34 h erschien auch möglich.
Bei Asteroiden mit Rotationsperioden von ungefähr einem ganzzahligen Erdtag kann an einem Observatorium oft nur eine unvollständige Lichtkurve aufgenommen werden, da in jeder Nacht immer wieder derselbe Abschnitt der Lichtkurve erfasst wird. Daher erfolgte vom 6. Oktober 2007 bis 11. Januar 2008 eine koordinierte Zusammenarbeit von drei Observatorien, nämlich dem Organ Mesa Observatory in New Mexico, der Sternwarte Belgrad in Serbien und dem Via Capote Observatory in Kalifornien. Jetzt konnte eine sehr detaillierte Lichtkurve gewonnen werden, die auf eine Rotationsperiode von 47,009 h hin ausgewertet wurde. (168) Sibylla ist damit ein langsamer Rotator. Zur genaueren Untersuchung erfolgte daher vom 16. bis 19. Januar 2015 wieder eine Kooperation mehrerer Observatorien, nämlich dem Ho Koon Nature Education Cum Astronomical Centre in Hongkong und dem Kitt-Peak-Nationalobservatorium in Arizona. Die gemessenen Lichtkurven bestätigten die längere Rotationsperiode mit einem Wert von 47,000 h. Außerdem konnte das Gestaltmodell eines abgeplatteten Rotationsellipsoids und zwei alternative Lösungen für die Lage der Rotationsachse mit einer prograden Rotation bestimmt werden.
Aus archivierten Daten des Asteroid Terrestrial-impact Last Alert System (ATLAS) aus dem Zeitraum 2015 bis 2018 wurden dann in einer Untersuchung von 2020 mit der Methode der konvexen Inversion und einem ellipsoiden Gestaltmodell eine retrograde Rotation sowie eine Rotationsperiode von 47,014 h bestimmt. Zwischen 2012 und 2018 wurden mit der All-Sky Automated Survey for Supernovae (ASAS-SN) auch photometrische Daten von 20.000 Asteroiden aufgezeichnet. Auf mehr als 5000 davon konnte erfolgreich die Methode der konvexen Inversion angewendet werden, darunter auch (168) Sibylla, für die in einer Untersuchung von 2021 erstmals ein dreidimensionales Gestaltmodell für eine Rotationsachse mit retrograder Rotation und einer Periode von 47,015 h berechnet wurde.
Abschätzungen von Masse und Dichte für den Asteroiden (168) Sylvia aufgrund von gravitativen Beeinflussungen auf Testkörper ergaben in einer Untersuchung von 2012 eine Masse von etwa 3,92·1018 kg, was mit einem angenommenen Durchmesser von etwa 160 km zu einer Dichte von 2,26 g/cm³ führte bei keiner Porosität. Diese Werte besitzen eine Unsicherheit im Bereich von ±46 %.